# アンティポス
アンティポス（古希: Ἄντιφος, Antiphos, 英語: Antiphus）は、ギリシア神話の人物である、主に、
- プリアモスの子
- タライメネースの子
- テッサロスの子
- アイギュプティオスの子

などのほか数人が知られている。以下に説明する。

## プリアモスの子
このアンティポスは、トロイア王プリアモスとヘカベーの子で、ヘクトール、パリス、ヘレノス、デーイポボス、パムモーン、ポリーテース、ヒッポノオス、ポリュドーロス、トローイロス、カッサンドラー、ラーオディケー、クレウーサ、ポリュクセネーと兄弟。
アンティポスはイーデー山で異母兄弟のイーソスとともに牧畜をしていたが、ギリシア軍がトローアスに上陸し、アキレウスがイーデー山を攻撃したときに捕らえられ、身代と引き換えに解放された。その後トロイア戦争で戦いオデュッセウスの部下レウコスを殺したが、イーソスとともにアガメムノーンに討たれた。一説に大アイアースに討たれた。

## タライメネースの子
このアンティポスは、タライメネースとギュガイア湖のニュムペーの子で、メストレースと兄弟。トロイア戦争のさいにトモーロス山麓のマイオニア人を率いてトロイアを救援した。一説にアンティポスとメストレースはディオメーデースに討たれた。

## テッサロスの子
このアンティポスは、ヘーラクレースの子テッサロスの子で、ペイディッポスと兄弟。トロイア戦争におけるギリシア軍の武将の1人で、ペイディッポスとともにコース島、ニーシューロス島などの島々の軍勢30隻を率いて参加した。
ギリシア軍がミューシアに上陸し、ヘーラクレースの子テーレポスと戦争になったとき、同じくヘーラクレースの血を引くトレーポレモス、アンティポス、ペイディッポスはギリシア軍の使者としてテーレポスのもとを訪れ、和睦を成立させた。戦後、アンティポスはメネステウス、ペイディッポス、エレペーノールの部下、ピロクテーテースとともにミマース岬まで航海したのち別々の土地に移り、ペラスゴス人の土地を支配し、父の名にちなんでテッサリアーと呼んだという。一説にアンティポスとペイディッポスはヘクトールに討たれた。

## アイギュプティオスの子
このアンティポスは、イタケーのアイギュプティオスの子で、エウリュノモスら3人の兄弟がいた。オデュッセウスに従ってトロイア戦争に参加したが、帰国のときにキュクロープスの島に上陸し、ポリュペーモスに食い殺されたという。

## その他のアンティポス
- アイオロスの娘ペイシディケーとミュルミドーンの子で、アクトールと兄弟[15]。
- テスピオスの娘ラーオトエーとヘーラクレースの子[16]。
- イタケーの人で、メントール、ハリテルセースとともに、オデュッセウスの一族と古くからの友人[17]。